# 高瀬アキ
高瀬 アキ（たかせ あき、1948年1月26日 - ）は、日本のジャズ・ピアノ奏者。

## 略歴
大阪生まれ。母がピアノを弾いていたこともあり3歳からピアノを始める。桐朋学園ピアノ科在学中に山下洋輔に師事。
1978年にデビュー作『AKI』をオーヴァーシーズ(King Records)から発表。
1981年、エンヤ・レーベルのオーナー、ホルスト・ウェーバーの招待によりベルリン・ジャズ・フェステイバルに初出演する。メンバーは井野信義と森山威男。この時の演奏はエンヤからレコード化され、その後もエンヤとは数多くの作品を録音することとなる。ベルリン・ジャズ・フェステイバルには翌年もソロで出演。この時の演奏もエンヤからレコード化されている。
1986年、渡欧。1988年よりベルリンに拠点を移す（同年、ベルリン・コンテンポラリー・ジャズ・オーケストラに参加）。当初は1年間の予定だったがそのまま定住、現在に至る。
パートナーはピアニスト・作曲家のアレクサンダー・フォン・シュリッペンバッハ。

## 音楽性
初期の作品では叙情性と美しいメロディを聞かせていた。後年の演奏ではよりフリーな演奏に近接していく一方、ビバップ以前のスタイルにも造詣が深くデューク・エリントン、ファッツ・ウォーラーの作品を取り上げたアルバムも発表している。その他、録音で作曲作品をよく取り上げるミュージシャンとしてセロニアス・モンク、エリック・ドルフィー、オーネット・コールマンが挙げられる。また、詩人や舞踏家、同じくベルリン在住の小説家多和田葉子など多彩な分野のアーティストとコラボレーションしている。

## ディスコグラフィ

### リーダー作品
- 『あき AKI』（1978年）キング
- 『ミネルヴァの梟 Minerva's Owl』（1981年）テイチク
- 『ソング・フォー・ホープ Song For Hope』（1981年）Enja
- 『エスプリ』（1981年)  テイチク ※池田芳夫との連名
- 『ABC』（1982年）テイチク
- 『パーディド Perdido』（1982年）Enja
- 『天衣無縫』（1985年）Mobys ※井野信義との連名
- 『ジャズぺラント』（1987年）Supraphon ※JANA KOUBKOVAとの連名
- 『ルッキング・フォー・ラヴ Looking for Love』（1987年）Enja
- 『シマ・ショーカ Shima Shoka』（1990年）Enja
- 『プレイ・バラード・オブ・デューク・エリントン Play Ballads of Duke Ellington』（1990年)  Enja ※ギュンター・クラットとの連名
- 『ブルー・モンク Blue Monk』（1991年）Enja ※デヴィッド・マレイとの連名
- 『クローズ・アップ・オブ・ジャパン Close Up of Japan』（1992年）Enja
- 『Piano Duets: Live in Berlin 93/94』（1995年）FMP ※アレクサンダー・フォン・シュリッペンバッハとの連名
- 『オリエンタル・エクスプレス Oriental Express』（1994年）オーマガトキ/Enja
- 『デュエット・フォー・エリック・ドルフィー Duet for Eric Dolphy』（1997年）Enja ※ルディ・マハールとの連名
- 『Tarantella』（1997年）Psi
- 『Valencia』（1997年）Sound Hills
- 『Le Cahier du Bal』（2001年）Leo
- 『セントルイス・ブルース St Louis Blues』（2001年）Enja
- 『Nine Fragments』（2001年）Leo
- 『Diagonal』（2002年）
- 『News from Berlin』（2002年）Victo
- 『The Dessert』（2003年）Leo
- 『プレイズ・ファッツ・ウォーラー Plays Fats Waller』（2003年）Enja
- 『Plays Fats Waller in Berlin』（2004年）jazzwerkstatt
- 『プロクリエイション procreation』（2004年）Enja
- 『Lok 03』（2004年）Leo
- 『Spring in Bangkok』（2004年）Intakt
- 『Ornette Coleman Anthology』（2006年）Intakt
- 『サムシング・スウィート、サムシング・テンダー Something Sweet, Something Tender』（2007年）Enja
- 『Beauty Is the Thing』（2011年）Doubtmusic
- 『Live at Willisau Jazz Festival』（2008年）jazzwerkstatt
- 『Iron Wedding』（2008年）Intakt
- 『Evergreen』（2008年）Intakt
- 『A Week Went By』（2008年）Psi
- 『Yokohama』（2009年）Intakt　※ルイ・スクラヴィスとの連名
- 『Rolled Up』（2009年）jazzwerkstatt
- 『Two for Two』（2011年）Intakt
- 『New Blues』（2011年）Enja
- 『My Ellington』（2012年）Intakt
- 『Flying Soul』（2012年）Intakt
- 『So Long, Eric!』（2014年）Intakt
- 『Hotel Zauberberg』（2014年）Intakt
- 『Cherry Sakura』（2017年）Intakt
- 『DITZNERs Carte Blanche – Live At Enjoy Jazz 2017』（2018年）fixcel
- 『Live At Café Amores』（2019年）NoBusiness
- 『Hokusai』（2019年）Intakt
- 『Thema Prima』（2019年）BMC
- 『Isn't It Romantic?』（2021年）BMC
- 『Auge』（2021年）Intakt
- 『AKITAKASE CARMEN RHAPSODY』 (2022年）BMC
- 『FOUR HANDS PIANO PIECES』(2022年）TROST

## 受賞歴
- Berliner Zeitung 1999 (the best Artists of 1999 in the Berlin Newspaper)
- The German Record Critics' Award 1988, 1990, 1993, 1997, 2001, 2004, 2006, 2007. 2009.
- Jazz Award of the German public broadcasting company SWR 2002[1]
- Jazzpreis Berlin, 2018, awarded by the city of Berlin, Germany[2]
- Deutscher Jazzpreis (Piano/Keyboard) 2021
- Albert Mangelsdorff Award 2021